# Champ aléatoire conditionnel
Les champs aléatoires conditionnels (conditional random fields ou CRFs) sont une classe de modèles statistiques utilisés en reconnaissance des formes et plus généralement en apprentissage statistique. Les CRFs permettent de prendre en compte l'interaction de variables « voisines ». Ils sont souvent utilisés pour des données séquentielles (langage naturel, séquences biologiques, vision par ordinateur). 
Les CRFs sont un exemple de réseau probabiliste non orienté. Il s'agit d'une version de type modèle discriminant des champs aléatoires de Markov généralement présentés comme des modèles discriminatifs, c'est-à-dire que l'on cherche à modéliser la probabilité conditionnelle {\displaystyle p({\boldsymbol {Y}}|{\boldsymbol {X}})}, {\displaystyle {\boldsymbol {X}}} étant les observations et {\displaystyle {\boldsymbol {Y}}} les variables à estimer, au lieu de {\displaystyle p({\boldsymbol {Y}},{\boldsymbol {X}})}.

## Description
Un CRF est défini par Lafferty, McCallum et Pereira comme suit.
Soit {\displaystyle G=(V,E)} un graphe. {\displaystyle {\boldsymbol {Y}}} est indexé par les nœuds ({\displaystyle v} pour vertices) de {\displaystyle G} : {\displaystyle {\boldsymbol {Y}}=({\boldsymbol {Y}}_{v})_{v\in V}}. On dit que {\displaystyle ({\boldsymbol {X}},{\boldsymbol {Y}})} est un champ aléatoire conditionnel si les variables aléatoires {\displaystyle {\boldsymbol {Y}}_{v}} conditionnées à {\displaystyle {\boldsymbol {X}}} obéissent à la propriété de Markov :
{\displaystyle p({\boldsymbol {Y}}_{v}|{\boldsymbol {X}},{\boldsymbol {Y}}_{w},w\neq v)=p({\boldsymbol {Y}}_{v}|{\boldsymbol {X}},{\boldsymbol {Y}}_{w},w\sim v)}, où {\displaystyle {\mathit {w}}\sim v} signifie que {\displaystyle w} et {\displaystyle v} sont des voisins dans {\displaystyle G}.

Ici la propriété de Markov signifie que la probabilité de chaque variable {\displaystyle {\boldsymbol {Y}}_{v}} ne dépend que des valeurs en les voisins de {\displaystyle v}.